# Džamija Hassana II.
Džamija Hassana II. je džamija u marokanskom gradu Casablanci i druga je po veličini džamija u svijetu poslije džamije Masdžid al-Haram u Meki. Završena je 1993., a projektirao ju je francuski arhitekt
Michel Pinseau. Džamija je nazvana po marokanskom kralju Hasanu II. Proporcije džamije su 200 x 100 metara, a sagrađena je neposredno pored mora. Minaret je visok 210 metara i najviši je u svijetu. U džamiji se nalazi škola za studiranje Kurana, hamam, velika knjižnica, muzej o povijesti Maroka i prostorija za konferencije. U dvorani za molitve može stati 20 000 osoba.

## Vanjske poveznice
|  | Zajednički poslužitelj ima još gradiva o temi Džamija Hassana II. |

- Hassan II Mosque Članci sa svetih mjesta